# Think Tank (musikalbum)
Think Tank är den brittiska rockgruppen Blurs sjunde studioalbum, utgivet 2003. Då Graham Coxon slutade under inspelningen av skivan medverkar han bara på ett spår, "Battery in Your Leg". Skivan är influerad av electronica. Phil Daniels gör comeback på det dolda spåret "Me White Noise".
Singlar från skivan är "Out of Time", "Crazy Beat" samt "Good Song".

## Låtlista
Låtarna är skrivna av Damon Albarn, Alex James och Dave Rowntree om inget annat anges.
1. "Me, White Noise" (Damon Albarn/Alex James/Dave Rowntree/Phil Daniels) - 6:48  (dolt spår som enbart kan höras om man spolar tillbaka från "Ambulance")
2. "Ambulance" - 5:09
3. "Out of Time" - 3:52
4. "Crazy Beat" - 3:15
5. "Good Song" - 3:09
6. "On the Way to the Club" (Damon Albarn/James Dring/Alex James/Dave Rowntree) - 3:48
7. "Brothers and Sisters" - 3:47
8. "Caravan" - 4:36
9. "We've Got a File on You" - 1:03
10. "Moroccan Peoples Revolutionary Bowls Club" - 3:03
11. "Sweet Song" - 4:01
12. "Jets" (Damon Albarn/Alex James/Dave Rowntree/Mike Smith) - 6:25
13. "Gene by Gene" - 3:49
14. "Battery in Your Leg" (Damon Albarn/Graham Coxon/Alex James/Dave Rowntree) - 3:20